# Longxi (köpinghuvudort i Kina, Jiangxi Sheng, lat 27,71, long 116,29)
Longxi är en köpinghuvudort i Kina. Den ligger i provinsen Jiangxi, i den sydöstra delen av landet, omkring 110 kilometer söder om provinshuvudstaden Nanchang. Antalet invånare är 13 924. Befolkningen består av 6 917 kvinnor och 7 007 män. Barn under 15 år utgör 34 %, vuxna 15-64 år 55 %, och äldre över 65 år 9,0 %.
Runt Longxi är det ganska tätbefolkat, med 111 invånare per kvadratkilometer. Närmaste större samhälle är Hangbu, 12,0 km norr om Longxi. I omgivningarna runt Longxi växer i huvudsak blandskog.
Genomsnittlig årsnederbörd är 2 281 millimeter. Den regnigaste månaden är juni, med i genomsnitt 426 mm nederbörd, och den torraste är oktober, med 17 mm nederbörd.